# کولتیشال
کولتیشال (به انگلیسی: Coltishall) یک روستا و محله مدنی در بریتانیا است که در Broadland واقع شده‌است. کولتیشال ۷٫۲۷ کیلومتر مربع مساحت و ۱٬۵۰۳ نفر جمعیت دارد.